# Kostolná pri Dunaji
Kostolná pri Dunaji é um município da Eslováquia, situado no distrito de Senec, na região de Bratislava. Tem 8,07 km² de área e sua população em 2019 foi estimada em 735 habitantes.

## Demografia
| Ano:        | 1994 | 2004   | 2014    | 2024    |
| ----------- | ---- | ------ | ------- | ------- |
| Broj ljudi: | 466  | 470    | 592     | 901     |
| Razlika:    |      | +0,85% | +25,95% | +52,19% |

| Ano:               | 2023 | 2024   |
| ------------------ | ---- | ------ |
| Número de pessoas: | 873  | 901    |
| Diferença:         |      | +3,20% |